# Oberschaeffolsheim
Oberschaeffolsheim é uma comuna francesa na região administrativa de Grande Leste, no departamento Baixo Reno. Estende-se por uma área de 7,57 km². Em 2010 a comuna tinha 2 314 habitantes (densidade: 305,7 hab./km²).